# Eueides olympia
Eueides olympia är en fjärilsart som beskrevs av Fabricius 1793. Eueides olympia ingår i släktet Eueides och familjen praktfjärilar. Inga underarter finns listade i Catalogue of Life.